# MTV Cribs
MTV Cribs is een van oorsprong Amerikaans televisieprogramma op MTV waarbij de huizen en geriefelijke optrekjes van bekende Amerikanen worden bezichtigd, met soms ook een knipoog.
Het programma is ontwikkeld door Nina L. Díaz. De eerste aflevering was te zien in september 2000. Het programma werd oorspronkelijk becommentarieerd door Ananda Lewis en later door SuChin Pak van MTV News (Amerika). Het programma bezocht in het begin vooral muzikanten en artiesten. Sinds 26 april 2005 doet MTV Cribs ook de rondgang door de huizen van 185 bekende Amerikanen, naast muzikanten ook acteurs en atleten, over een tijdsbestek van 13 seizoenen.
De meest bekeken en herhaalde episode was een één uur durende special. In deze special werd het huis van Mariah Carey bekeken. Beter gezegd haar penthouse.
In 2005 begon MTV Canada een eigen reeks, waarbij de huizen en optrekjes van Canadese bekendheden worden getoond.
In 2019 bleek dat een groot deel van de serie in scène te zijn gezet: sommige huizen waren niet echt van de sterren en er werden auto's gehuurd.